# 中間選民

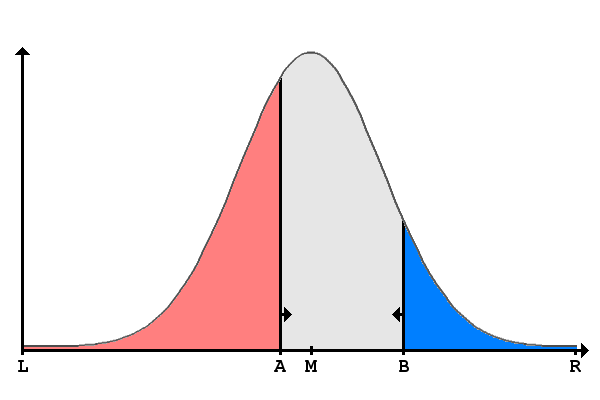
多數決選舉結果的政策靠近位於中位數的M政策

根據中間選民理論，社會上各種持有不同政策偏好的選民都可以依據其政治傾向在各政策座標平面（x）上定義出屬於他的一點，而聚集在中位數政策的選民集合（y）就稱為中間選民，以常態分佈統計上會是一個以此點為中間，左右漸少的鐘型分佈。
日常生活中所指的中間選民（亦稱「中立選民」），其意涵和理論嚴格上的中間選民（中间主义）並不完全相同，是指面對二不同的候選人政策時，若選民無明顯偏好任何一人，此時會稱這樣的選民為「中間選民」，而所稱的未表態中間選民則較為接近游離選民（swing voter）。而不再嚴守理論上左派與右派或是自由派與保守派的分際。